# Calonemertes hardyi
Calonemertes hardyi är en djurart som tillhör fylumet slemmaskar, och som först beskrevs av Wheeler 1934.  Calonemertes hardyi ingår i släktet Calonemertes och familjen Protopelagonemertidae. Inga underarter finns listade i Catalogue of Life.